# Tarpan
Tarpan (Equus ferus ferus) je bio euroazijski divlji konj. Zadnji primjerak ove rase je uginuo u Ukrajini 1918. ili 1919. godine. Tarpan na kirgiškom i kazačkom jeziku znači konj. 
Ovu rasu prvi put je opisao Johann Friedrich Gmelin 1774. godine, kada je posjetio regiju Bobrovsk u današnjoj Rusiji. Pieter Boddaert je 1784. godine klasificirao ovog konja kao Equus ferus. Pretpostavlja se da svi udomaćeni konji (Equus caballus) potječu od ove divlje pasmine.
Pokušavalo se vratiti ovu pasminu "iz mrtvih", pažljivim uzgojem konja sličnih fenotipskih svojstava izvornog tarpana. To je donekle i uspjelo, pa je stvorena nova rasa konja u Poljskoj koja se naziva konik, koja fenotipski dosta podsjeća na tarpana, ali ne i genotipski.